# ميغيل بيزارو
ميغيل بيزارو (بالإسبانية: Miguel Pizarro)‏ هو سياسي فنزويلي، ولد في 17 فبراير 1988 في فنزويلا. حزبياً، نشط في Justice First ‏. وقد انتخب عضو مجلس نواب فنزويلا.